# Zora Simčáková
Zora Simčáková (* 27. März 1963 in Liptovský Hrádok als Zora Kepeňová) ist eine ehemalige tschechoslowakische Skilangläuferin.

## Werdegang
Simčáková hatte ihren ersten internationalen Erfolg bei der Winter-Universiade 1983 in Sofia. Dort gewann sie Silber mit der Staffel. Zwei Jahre später holte sie bei der Winter-Universiade in Belluno Gold mit der Staffel. Bei den Weltmeisterschaften 1989 in Lahti lief sie auf den 42. Platz über 10 km Freistil, auf den 31. Rang über 10 km klassisch und auf den 29. Platz über 15 km klassisch. Zudem errang sie dort zusammen mit Ľubomíra Balážová, Anna Janoušková und Alžbeta Havrančíková den fünften Platz in der Staffel. Im Februar 1990 holte sie in Bohinj mit dem 14. Platz über 10 km klassisch ihre ersten Weltcuppunkte. Dies war zugleich ihre beste Einzelplatzierung im Weltcup und errang zum Saisonende mit dem 33. Platz im Gesamtweltcup ihr bestes Gesamtergebnis. Ihre beste Platzierung bei den Weltmeisterschaften 1991 im Val di Fiemme war der 22. Platz über 15 km klassisch. Bei den Olympischen Winterspielen 1992 in Albertville kam sie auf den 30. Platz über 30 km Freistil und auf den 18. Rang über 15 km klassisch.
Bei den tschechoslowakischen Meisterschaften siegte Simčáková jeweils zweimal mit der Staffel von Tesla Liptovský Hrádok (1989, 1990) und über 15 km (1990, 1991). Zudem wurde sie in den Jahren 1981 und 1982 tschechoslowakische Juniorenmeisterin über 5 km und 10 km.